# رانی کاکس
رانی کاکس (به انگلیسی: Ronny Cox) (زاده ۲۳ ژوئیه ۱۹۳۸) بازیگر آمریکایی است.
از فیلم‌های معروفی که او در آن‌ها بازی کرده‌است می‌توان به پلیس بورلی هیلز، پلیس بورلی هیلز ۲، شیپور خاموشی، قانون‌شکنان آمریکایی، جوخه معاون هالیوود، ویژن کوئست، گری لیدی غرق شد و مجموعه تلویزیونی بگو که دوستم داری اشاره کرد.